# Frekvensgång

Frekvenssvar för ett första ordningens lågpassfilter med en dämpning på 20 decibel per dekad.

Frekvensgång är ett begrepp som används inom audio och beskriver hur någon variabel ändrar sig som funktion av frekvensen. Exempel på detta kan vara impedansens (impedanskurva), övertonernas (distorsionskurva/-kurvor) eller grundtonens (tonkurva) frekvensgång som visas. 
När begreppet används utan att Y-axelns enhet redovisas så underförstås ofta att det är ett ljudtryck ljudtryckskurva eller en annan amplitud tonkurva som åsyftas. Tonkurva är det allmänna begreppet som gäller för både när det är ljudtryck och t.ex. en spänningsnivå som kan avläsas på Y-axeln. 
För att ljudet ska uppfattas som naturligt och ofärgat har det betydelse att frekvensgången är rak. Med det menas att alla frekvenser återges lika starkt, alltså med samma förstärkning. Kravet på helt rak frekvensgång är omöjligt att realisera i praktiken, och svårast är det som regel att åstadkomma extremt små avvikelser från högtalare, i synnerhet med rumspåverkan inkluderad. 
I andra fall är inte en rak frekvensgång ens ett önskemål. Exempelvis har en RIAA-förstärkare långt ifrån en rak frekvensgång för amplituden. Den skall följa RIAA-standarden så att summan av graverkorrektionen (motsatsen till RIAA-korrektionen) och RIAA-stegets tonkurva ger en rak tonkurva/amplitudfrekvensgång.